# Arsen Dżulfalakian
Arsen Dżulfalakian (orm. Արսեն Ջուլֆալակյան; ur. 8 maja 1987 w Giumri) – ormiański, a od 2024 roku argentyński zapaśnik, brązowy medalista olimpijski, trzykrotny medalista mistrzostw świata, mistrz Europy.
Największym jego sukcesem jest srebrny medal igrzysk olimpijskich w Londynie w kategorii 74 kg. W Pekinie zajął dziesiąte miejsce, również w wadze 74 kg. Trzynasty w Rio de Janeiro 2016 w kategorii 75 kg.
Zdobył cztery medale na mistrzostwach świata w latach 2010 - 2014. Srebrny medalista mistrzostw panamerykańskich w 2025. Trzeci na uniwersjadzie w 2013. Pierwszy w Pucharze Świata w 2010; trzeci w 2009. Mistrz świata juniorów w 2007 roku.